# John Degenkolb
John Degenkolb (Gera, 7 de enero de 1989) es un ciclista profesional alemán. Desde 2022 corre para el equipo Team Picnic PostNL. Es un reconocido esprínter y un corredor especializado en las clásicas de primavera.[cita requerida]

## Biografía

### Inicios
Debutó como profesional con el equipo continental Thüringer Energie Team en 2008. Es un corredor completo, destaca entre otros aspectos su habilidad en el sprint, así como su buen hacer contrarreloj.
En 2011, su primer año como ciclista de un equipo de primer nivel (HTC-Highroad) se destacó con 6 victorias. Tras el anuncio de la desaparición del equipo para el año 2012, Degenkolb firmó para la siguiente temporada con el Project 1t4i, equipo que cambiaría de nombre a mitad de temporada, pasando a ser Giant-Shimano.

### 2012-2013: Vuelta a España y consagración
En 2012, destacó con 5 victorias de etapa en la Vuelta a España, donde no tuvo rival al sprint, no obstante, eso no le sirvió para conseguir el maillot por puntos de la regularidad, que acabó siendo para Alejandro Valverde.
Para la temporada 2013 consiguió su primera victoria de etapa en el Giro de Italia, en un sprint alterado por una caída en las últimas curvas, donde llegó a meta casi en solitario. A final de temporada se empezó a revelar como un gran clasicómano obteniendo la victoria en dos pruebas de un día, la Vattenfall Cyclassics y la París-Tours.

### 2014: alto nivel en las clásicas de Flandes
Su inicio de temporada en 2014 fue muy bueno. Además de ganar una etapa en la París-Niza y terminar en segundo lugar las primeras dos etapas, lo que le valió llevarse la clasificación por puntos, también tuvo un muy buen desempeño en las clásicas de flandes, tras llevarse la Gante-Wevelgem superando en un sprint al francés Arnaud Démare y a uno de los favoritos el eslovaco Peter Sagan; en la París-Roubaix lograría subirse al podio al ganar la segunda posición en un sprint en el Velódromo André Pétrieux, siendo de esta manera su primer podio en un monumento ciclista. Luego acabó segundo en el Campeonato de Alemania de ciclismo en ruta, antes de correr el Tour de Francia, en el que tuvo que trabajar para su jefe de filas, su compatriota Marcel Kittel. En la Vuelta a España el único líder al sprint fue él y consiguió otras cuatro etapas (Córdoba, Ronda, Logroño y La Coruña), por lo que sumaba ya nueve en la ronda española. Además consiguió el maillot verde, que le acreditó como el más regular de la edición.

### 2015: dos monumentos en una misma temporada
El 22 de marzo consiguió su primer monumento ciclista, la Milán-San Remo, tras ganar en un sprint al noruego Alexander Kristoff y al australiano Michael Matthews. Menos de un mes después, el 12 de abril fue vencedor de la París-Roubaix al batir al checo Zdeněk Štybar y al belga Greg Van Avermaet, segundo y tercero respectivamente. De esta manera consiguió su segundo monumento de la temporada y un doblete que solo habían conseguido el irlandés Sean Kelly en 1986 y el belga Cyrille Van Hauwaert en 1908.

### 2016: Accidente y recuperación
En enero de 2016, el equipo Giant-Alpecin sufrió un fuerte accidente mientras entrenaba por la zona de Calpe, en Alicante. Un coche conducido por una jubilada británica invadió el sentido contrario arrollando a los ciclistas, resultando afectados John Degenkolb, Chad Haga, Warren Barguil, Fredrik Ludvigsson, Ramon Sinkeldam y Max Walscheid. John fue, junto al americano Haga, el peor parado en el accidente y tuvo que retrasar su debut en la temporada hasta el mes de mayo, sin embargo eso no le impidió triunfar en una etapa de la Arctic Race, en Noruega y en el Giro de Münsterland, en su Alemania natal.

### 2017: Cambio de equipo
Para 2017, John firmó con el Trek-Segafredo, como líder del equipo para las clásicas de primavera tras la retirada de Fabian Cancellara.

## Palmarés
| 2008 - 1 etapa del Tour de Thüringe - 3.º en el Campeonato Mundial en Ruta sub-23 2010 - 2 etapas del Tour de Bretaña - 1 etapa del Tour de Alsacia - 2 etapas del Tour del Porvenir - 2 etapas del FBD Insurance Rás - Tour de Thüringe, más 1 etapa - 2.º en el Campeonato Mundial en Ruta sub-23 2011 - 1 etapa de la Vuelta al Algarve - 1 etapa de los Tres Días de Flandes Occidental - Gran Premio de Fráncfort - 1 etapa de la Vuelta a Baviera - 2 etapas del Critérium du Dauphiné - 3.º en el Campeonato de Alemania en Ruta 2012 - 2 etapas en los Cuatro Días de Dunkerque - Tour de Picardie, más 2 etapas - 1 etapa del Tour de Polonia - 5 etapas de la Vuelta a España - Gran Premio de Isbergues - UCI Europe Tour 2013 - 1 etapa del Giro de Italia - 3.º en el Campeonato de Alemania en Ruta - Vattenfall Cyclassics - 2 etapas del Tour de Eurométropole - París-Bourges - París-Tours | 2014 - 3 etapas del Tour del Mediterráneo - 1 etapa de la París-Niza - Gante-Wevelgem - 2.º en el Campeonato de Alemania en Ruta - 4 etapas de la Vuelta a España, más clasificación por puntos - París-Bourges 2015 - 1 etapa del Tour de Dubái - Milán-San Remo - París-Roubaix - 2 etapas de la Vuelta a Baviera - 1 etapa de la Vuelta a España 2016 - 1 etapa de la Arctic Race de Noruega - Giro de Münsterland 2017 - 1 etapa del Tour de Dubái - 3.º en el Campeonato de Alemania en Ruta 2018 - 2 trofeos de la Challenge a Mallorca (Trofeo Campos-Porreras-Felanich-Las Salinas y Trofeo Palma) - 2.º en el Campeonato de Alemania en Ruta - 1 etapa del Tour de Francia 2019 - 1 etapa del Tour La Provence 2020 - 1 etapa del Tour de Luxemburgo |

## Resultados

### Grandes Vueltas
| Carrera | Carrera         | 2008 | 2009 | 2010 | 2011  | 2012  | 2013  | 2014  | 2015  | 2016  | 2017  | 2018  | 2019  | 2020  | 2021 | 2022  | 2023  | 2024  |
| ------- | --------------- | ---- | ---- | ---- | ----- | ----- | ----- | ----- | ----- | ----- | ----- | ----- | ----- | ----- | ---- | ----- | ----- | ----- |
|         | Giro de Italia  | —    | —    | —    | —     | —     | Ab.   | —     | —     | —     | —     | —     | —     | —     | —    | —     | —     | —     |
|         | Tour de Francia | —    | —    | —    | —     | —     | 121.º | 123.º | 109.º | 148.º | 121.º | 111.º | —     | F. c. | —    | 104.º | 145.º | 122.º |
|         | Vuelta a España | —    | —    | —    | 144.º | 131.º | —     | 116.º | 90.º  | —     | Ab.   | —     | 124.º | —     | —    | 124.º | —     | —     |

### Clásicas, Campeonatos y JJ. OO.
| Carrera                 | Carrera                 | 2008 | 2009          | 2010          | 2011          | 2012  | 2013          | 2014          | 2015          | 2016 | 2017          | 2018          | 2019          | 2020          | 2021 | 2022 | 2023 | 2024  | 2025 |
| ----------------------- | ----------------------- | ---- | ------------- | ------------- | ------------- | ----- | ------------- | ------------- | ------------- | ---- | ------------- | ------------- | ------------- | ------------- | ---- | ---- | ---- | ----- | ---- |
| Omloop Het Nieuwsblad   | Omloop Het Nieuwsblad   | —    | —             | —             | 12.º          | 11.º  | 72.º          | —             | —             | —    | —             | —             | —             | —             | —    | 43.º | 32.º | —     | Ab.  |
| Kuurne-Bruselas-Kuurne  | Kuurne-Bruselas-Kuurne  | —    | —             | —             | —             | 124.º | —             | —             | —             | —    | —             | —             | —             | 18.º          | 17.º | 73.º | —    | 62.º  | 40.º |
|                         | Milán-San Remo          | —    | —             | —             | —             | 5.º   | 18.º          | 39.º          | 1.º           | —    | 7.º           | —             | 84.º          | —             | 32.º | —    | 39.º | —     | 64.º |
| E3 Saxo Classic         | E3 Saxo Classic         | —    | —             | —             | —             | 6.º   | 65.º          | 15.º          | 25.º          | —    | 13.º          | 21.º          | 22.º          | X             | 29.º | 32.º | 34.º | —     | —    |
| Gante-Wevelgem          | Gante-Wevelgem          | —    | —             | —             | —             | 57.º  | 65.º          | 1.º           | Ab.           | —    | 5.º           | 48.º          | 2.º           | 6.º           | 27.º | 27.º | 12.º | 97.º  | 11.º |
| A Través de Flandes     | A Través de Flandes     | —    | —             | —             | 51.º          | —     | —             | —             | —             | —    | —             | 15.º          | —             | X             | —    | 38.º | 15.º | 20.º  | 30.º |
|                         | Tour de Flandes         | —    | —             | —             | 94.º          | 59.º  | 9.º           | 15.º          | 7.º           | —    | 7.º           | 32.º          | 29.º          | 9.º           | 30.º | 18.º | 19.º | 37.º  | Ab.  |
|                         | París-Roubaix           | —    | —             | —             | 19.º          | 63.º  | 28.º          | 2.º           | 1.º           | —    | 10.º          | 17.º          | 28.º          | X             | 53.º | 18.º | 7.º  | 11.º  |      |
| Amstel Gold Race        | Amstel Gold Race        | —    | —             | —             | 135.º         | —     | —             | —             | —             | —    | —             | —             | —             | X             | —    | Ab.  | —    | —     |      |
| Cyclassics Hamburg      | Cyclassics Hamburg      | —    | —             | —             | —             | —     | 1.º           | —             | —             | 2.º  | —             | 4.º           | —             | X             | X    | —    | —    | 77.º  |      |
| Bretagne Classic        | Bretagne Classic        | —    | —             | —             | —             | —     | 10.º          | —             | —             | 5.º  | —             | 13.º          | —             | —             | —    | —    | 14.º | 103.º |      |
| Gran Premio de Quebec   | Gran Premio de Quebec   | X    | X             | —             | —             | —     | 48.º          | —             | —             | —    | —             | 75.º          | —             | X             | X    | —    | —    | —     |      |
| Gran Premio de Montreal | Gran Premio de Montreal | X    | X             | —             | —             | —     | Ab.           | —             | —             | —    | —             | Ab.           | —             | X             | X    | —    | —    | —     |      |
| París-Tours             | París-Tours             | —    | —             | —             | 11.º          | 4.º   | 1.º           | 43.º          | —             | —    | —             | —             | —             | —             | —    | 28.º | 11.º | —     |      |
| JJ. OO. (Ruta)          | JJ. OO. (Ruta)          | —    | No se disputó | No se disputó | No se disputó | 105.º | No se disputó | No se disputó | No se disputó | —    | No se disputó | No se disputó | No se disputó | No se disputó | —    | ND   | ND   | —     |      |
| Mundial en Ruta         | Mundial en Ruta         | —    | —             | —             | 111.º         | 4.º   | 42.º          | 9.º           | 29.º          | Ab.  | —             | —             | 15.º          | Ab.           | Ab.  | —    | 16.º | —     |      |
| Europeo en Ruta         | Europeo en Ruta         | X    | X             | X             | X             | X     | X             | X             | X             | —    | —             | —             | —             | —             | —    | 96.º | 8.º  | 40.º  |      |
| Alemania en Ruta        | Alemania en Ruta        | —    | —             | —             | 3.º           | —     | 3.º           | 2.º           | 16.º          | 14.º | 3.º           | 2.º           | 10.º          | —             | 44.º | 20.º | 26.º | 17.º  |      |

—: No participa 

Ab.: Abandona 

F. c.: fuera de control

X: No se disputó

## Equipos
- Thüringer Energie Team (2008-2010)
- HTC-Highroad (2011)
- Project 1t4i/Argos/Giant (2012-2016)
  - Project 1t4i (2012)[13]
  - Team Argos-Shimano (2012-2013)
  - Team Giant-Shimano (2014)
  - Team Giant-Alpecin (2015-2016)
- Trek-Segafredo (2017-2019)
- Lotto Soudal[14] (2020-2021)
- DSM/Picnic (2022-)
  - Team DSM (2022-2023)[15]
  - Team dsm-firmenich (2023)
  - Team dsm-firmenich PostNL (2024)
  - Team Picnic PostNL (2025-)